# Римбунан Хиджау
Римбунан Хиджау (Rimbunan Hijau Group, RH Group) — малайская транснациональная лесозаготовительная компания. Была основана в 1975 году, её ежегодная выручка составляет свыше 1 млрд. долларов США
Компания также эксплуатирует плантации пальм для получения пальмового масла, владеет СМИ, гостиницами, занимается еще рядом направлений деятельности.
Кроме Малайзии, компания действует в Австралии, Гайане, Камбодже, Канаде, Экваториальной Гвинее, Габоне, Индонезии, Республике Корея, Папуа — Новой Гвинее, России, Сингапуре и США. 

## Критика
Rimbunan Hijau обвиняли в плохом обращении с работниками в Папуа — Новой Гвинее и незаконных лесозаготовках в этой стране, где в 2006 она обеспечивала около 50% экспорта древесины из страны.

## Деятельность в России
В России Rimbunan Hijau работает с 1997 года и стала самой крупной компанией в лесозаготовительном секторе Дальнего Востока. Она заготавливала 1 миллионов кубометров древесины в год, что составляло 14 процентов от заготавливаемого объема древесины Хабаровского края.  
Производимая лесопродукция реализуется на экспорт в Японию, Китай, Южную Корею железнодорожным и морским транспортом через погранпереход «Гродеково» и морские порты Находки, Владивостока, из портпункта Сизиман.
Филиалы компании  расположены в Ванино, Комсомольске-на-Амуре, пос. Солнечном и пос. Хор Хабаровского края. Также есть офисы в Южно-Сахалинске, и Холмске Сахалинской области.
Заводы по производству пиломатериалов построены ООО «Римбунан Хиджау Интернешнл» в поселке Сукпай и ООО «Римбунан Хиджау ДВ» в поселке Горин Хабаровского края.
Объём инвестиций в завод по производству древесно-волокнистых плит (МДФ) в посёлке Хор, открытый в 2011 году составил 3,3 млрд руб. Завод строился с 2007 года. Его мощность составляет 300 тыс. кубометров древесины в год.
В 2009 в связи с вводом пошлин на экспорт круглого леса, компания провела сокращение персонала в Россиии. Добывающее предприятие компании «Римбунан Хиджау интернешнл» не работало практически год в связи с низкой конъюнктурой рынка и высокой себестоимостью производства. И только в августе 2010 года оно вновь начало работу.